# Liste des plus hautes structures en Finlande

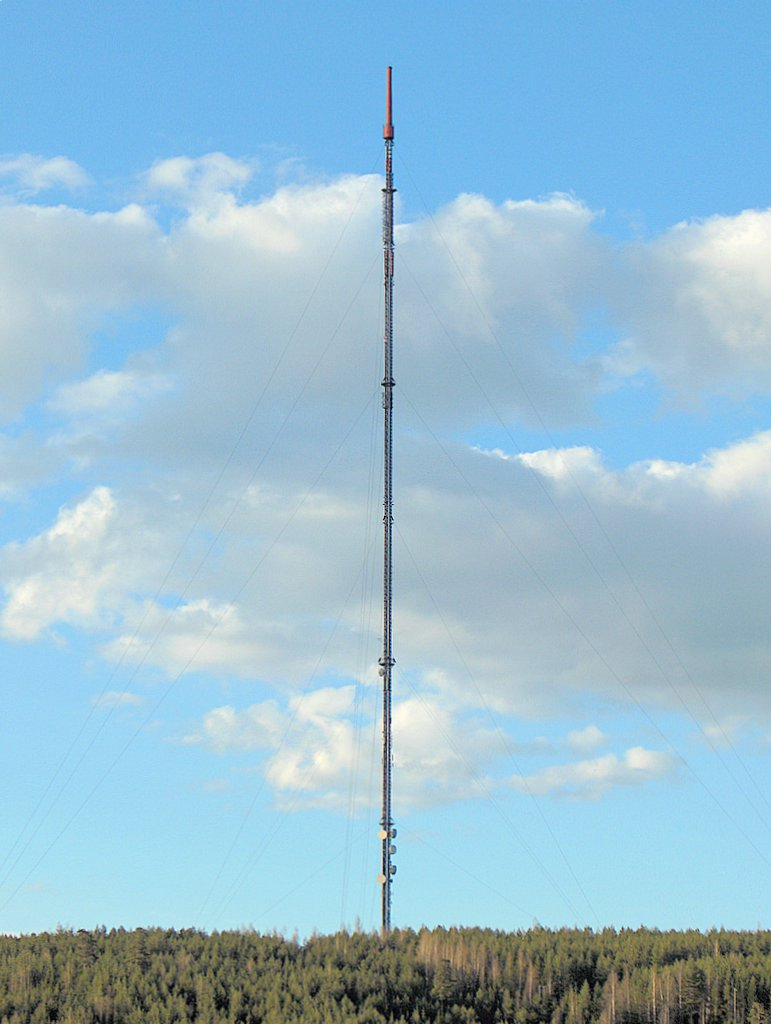
Emetteur de télévision de Hollola

La liste des plus grandes structures en Finlande quel que soit le type de structure :

## Liste
| Nom                                           | Hauteur | Année | Type de structure | Ville          | Coordonnées                                               |
| --------------------------------------------- | ------- | ----- | ----------------- | -------------- | --------------------------------------------------------- |
| Émetteur de télévision de Hollola             | 327 m   | 1967  | Mât haubané       | Hollola        | 61° 00′ 24″ N, 25° 31′ 24″ E                              |
| Émetteur de télévision de Haapavesi           | 327 m   | 1978  | Mât haubané       | Haapavesi      | 64° 09′ 58″ N, 25° 15′ 39″ E                              |
| Émetteur de radiotélévision d'Espoo           | 326 m   | 1988  | Mât haubané       | Espoo          | 60° 10′ 37″ N, 24° 38′ 26″ E                              |
| Émetteur de télévision de Kiiminki            | 326 m   | 1994  | Mât haubané       | Kiiminki       | 65° 02′ 04,2″ N, 25° 50′ 36″ E                            |
| Émetteur de télévision de Tampere             | 325 m   | 1980  | Mât haubané       | Tampere        | 61° 39′ 42″ N, 23° 52′ 33″ E                              |
| Émetteur de radiotélévision de Lapua          | 323 m   | 1961  | Mât haubané       | Lapua          | 62° 57′ 20″ N, 22° 57′ 10″ E                              |
| Émetteur de radiotélévision de Vuokatti       | 323 m   | 1976  | Mât haubané       | Vuokatti       | 64° 07′ 35″ N, 28° 15′ 12″ E                              |
| Émetteur de télévision de Kiiminki            | 323 m   | ?     | Mât haubané       | Kiiminki       | 65° 07′ 09,6″ N, 25° 44′ 31,4″ E                          |
| Émetteur de télévision d'Eurajoki             | 321 m   | 1964  | Mât haubané       | Eurajoki       | 61° 16′ 52″ N, 21° 41′ 53″ E                              |
| Émetteur de télévision de Pihtipudas          | 321 m   | 1972  | Mât haubané       | Pihtipudas     | 63° 17′ 19″ N, 25° 38′ 50″ E                              |
| Émetteur de télévision de Kerimäki            | 321 m   | ?     | Mât haubané       | Kerimäki       | 61° 59′ 22,56″ N, 29° 14′ 56,38″ E                        |
| Émetteur de radio YLE de Turku                | 320 m   | 1965  | Mât haubané       | Kaarina        | 60° 22′ 36″ N, 22° 20′ 05″ E                              |
| Émetteur de radiotélévision d'Anjalankoski    | 318 m   | 1965  | Mât haubané       | Anjalankoski   | 60° 41′ 32″ N, 27° 02′ 47″ E                              |
| Émetteur de radiotélévision de Kuopio         | 318 m   | 1970  | Mât haubané       | Kuopio         | 62° 44′ 19″ N, 27° 32′ 29″ E                              |
| Émetteur de télévision de Jyväskylä           | 318 m   | ?     | Mât haubané       | Jyväskylä      | 62° 12′ 25″ N, 25° 38′ 22″ E                              |
| Émetteur de radiotélévision de Tervola        | 302 m   | ?     | Mât haubané       | Tervola        | 66° 07′ 00″ N, 24° 41′ 56″ E                              |
| Émetteur de radiotélévision de Varpulheto     | 275 m   | ?     | Mât haubané       | Taivalkoski    | 65° 18′ 05″ N, 28° 21′ 14″ E                              |
| Émetteur de radiotélévision de Koli           | 275 m   | ?     | Mât haubané       | Koli           | 63° 03′ 50″ N, 29° 47′ 02″ E                              |
| Émetteur de télévision de Pyhätunturi         | 262 m   | ?     | Mât haubané       | Pyhätunturi    | 67° 01′ 18″ N, 27° 12′ 53″ E                              |
| Émetteur de radio de Smedsböle                | 244 m   | ?     | Mât haubané       | Smedsböle      | 60° 12′ 45″ N, 20° 08′ 03″ E                              |
| Émetteur de télévision de Tuulispää           | 227 m   | ?     | Mât haubané       | Inari          | 68° 51′ 08″ N, 27° 07′ 21″ E                              |
| Émetteur de radiotélévision de Susivaara      | 225 m   | ?     | Mât haubané       | Posio          | 66° 00′ 10″ N, 27° 38′ 00″ E                              |
| Émetteur de radiotélévision de Rovaniemi      | 219 m   | ?     | Mât haubané       | Rovaniemi      | 66° 32′ 57,7″ N, 25° 34′ 16,4″ E                          |
| Émetteur de radiotélévision de Torajärvi      | 217 m   | ?     | Mât haubané       | Torajärvi      | 60° 55′ 48″ N, 23° 53′ 53″ E                              |
| Émetteur de télévision de Pohja               | 215 m   | ?     | Mât haubané       | Tuulispää      | 60° 07′ 32″ N, 23° 29′ 37″ E                              |
| Émetteur de radiotélévision de Joutseno       | 215 m   | ?     | Mât haubané       | Joutseno       | 61° 07′ 52″ N, 28° 32′ 28″ E                              |
| Émetteur de radiotélévision de Mikkeli        | 213,3 m | ?     | Mât haubané       | Mikkeli        | 61° 35′ 05″ N, 27° 27′ 55″ E                              |
| Émetteur de télévision de Jolkka              | 210 m   | ?     | Mât haubané       | Jolkka         | 63° 44′ 07″ N, 23° 30′ 19″ E                              |
| Émetteur de radiotélévision de Pyhävuori      | 194 m   | ?     | Mât haubané       | Pyhävuori      | 62° 17′ 13″ N, 21° 38′ 29″ E                              |
| Émetteur de télévision de Pernaja             | 190 m   | ?     | Mât haubané       | Pernaja        | 60° 34′ 07″ N, 25° 54′ 45″ E                              |
| Tour de câbles de Kirkkonummi                 | 185 m   | –     | Tour de câbles    | Kirkkonummi    |                                                           |
| Émetteur de transmission de Pori              | 185 m   | –     | Mât haubané       | Pori           | 61° 28′ 50″ N, 21° 34′ 08″ E                              |
| Näsinneula                                    | 168 m   | 1971  | Tour              | Tampere        | 61° 30′ 18″ N, 23° 44′ 35″ E                              |
| Émetteur de Lahti                             | 150 m   | 1927  | Tour              | Lahti          | 60° 58′ 48″ N, 25° 38′ 37″ E 60° 58′ 43″ N, 25° 38′ 55″ E |
| Centrale électrique de Hanasaari              | 150 m   | 1973  | Cheminée          | Helsinki       | 60° 11′ 01,1″ N, 24° 58′ 17,4″ E                          |
| Tour de Pasila                                | 146 m   | 1983  | Tour              | Helsinki       | 60° 12′ 16,75″ N, 24° 55′ 24,34″ E                        |
| Alholmens kraft                               | 130 m   | 2000  | Cheminée          | Jakobstad      |                                                           |
| Émetteur de radiotélévision d'Ylläs           | 126 m   |       | Mât haubané       | Ylläs          | 67° 34′ 01″ N, 24° 12′ 41″ E                              |
| Émetteur de radiotélévision de Kruunupyy      | ? m     | ?     | Mât haubané       | Kruunupyy      | 63° 44′ 15″ N, 25° 30′ 59″ E                              |
| Émetteur de radiotélévision de Kiihtelysvaara | 121 m   | ?     | Mât haubané       | Kiihtelysvaara | 62° 24′ 16″ N, 30° 30′ 10″ E                              |
| Émetteur de radiotélévision d'Ilmäki          | 117 m   | ?     | Mât haubané       | Iisami         | 63° 37′ 49″ N, 27° 04′ 28″ E                              |
| Émetteur de radiotélévision de Ritavaara      | 101 m   | ?     | Mât haubané       | Pello          | 66° 47′ 48″ N, 24° 06′ 58″ E                              |